# Mons Esam

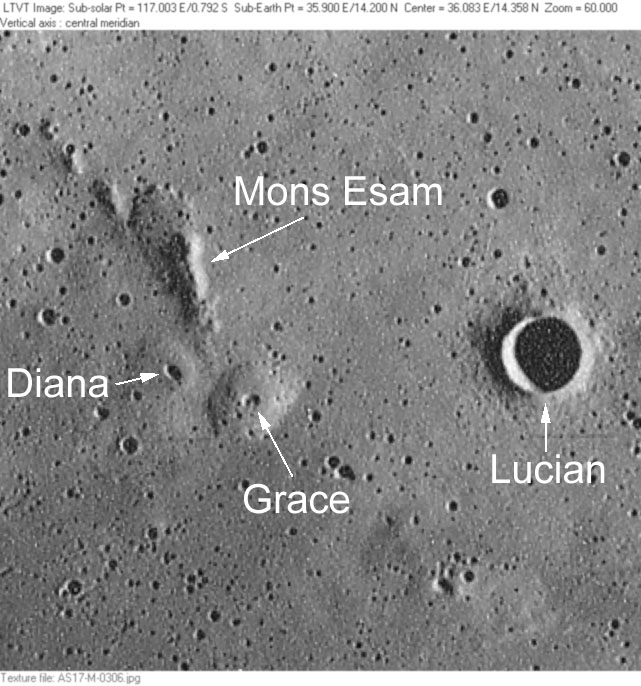
Poloha Mons Esam.

Mons Esam je malá osamocená hora v severní části Mare Tranquillitatis (Moře klidu) na přivrácené straně Měsíce. Střední selenografické souřadnice jsou 14,6° S a 35,7° V. Má průměr základny max. 8 km.
Východo-jihovýchodně se nachází kráter Lucian, severovýchodně pak plocha zvaná Sinus Amoris (Záliv lásky).

## Název
Hora je pojmenována podle arabského mužského jména (عصام).

## Blízké krátery
V blízkosti hory se nachází dvojice malých kráterů, kterým Mezinárodní astronomická unie přidělila ženská jména Diana a Grace:
| Kráter | Sel. šířka | Sel. délka | Průměr | Původ názvu           |
| ------ | ---------- | ---------- | ------ | --------------------- |
| Diana  | 14,3° S    | 35,7° V    | 2 km   | latinské ženské jméno |
| Grace  | 14,2° S    | 35,9° V    | 1,5 km | anglické ženské jméno |